# Helene Hennemann-Bartsch
Anna Luise Helene Hennemann-Bartsch (* 6. März 1885 in Berlin; † 15. Juli 1964 in Schwerin) war eine deutsche Malerin.

## Leben und Werk
Helene Bartsch war die Enkelin des Malers Carl Kretschmar. Sie studierte von 1901 bis 1903 an der Kunstgewerbeschule Hamburg und an der Königlichen Kunstschule zu Berlin. 1912 heiratete sie den Maler Karl Hennemann (1884–1972). Beide waren mit Hans Kollwitz und Ottilie Ehlers-Kollwitz befreundet.
In der Zeit des Nationalsozialismus war Helene Hennemann-Bartsch obligatorisch Mitglied der Reichskammer der bildenden Künste. Das Paar wohnte und arbeitete in Charlottenburg, bis im September 1943 ihr Atelier in der Schloßstraße 64 bei einem Bombenangriff zerstört wurde. Nach der Ausbombung übersiedelten sie nach Schwerin und bewohnten mit Karl Hennemanns Bruder Hans (* 1890) und dessen Frau Marie Luise, geb. Bartsch (* 1886), – einer Schwester von Helene Hennemann-Bartsch – gemeinsam ein Haus in der Schelfstadt.
Helene Hennemann-Bartsch schuf vor allem Stadtveduten und Landschaftsgemälde. Von 1940 bis 1942 war sie Mitglied im Verein der Berliner Künstlerinnen. Insbesondere in den 1930er und 1940er verbrachte das Paar viel Zeit in und um Ahrenshoop. Dort war Helene Hennemann-Bartsch u. a. in der Ahrenshooper Künstlerkolonie tätig und schuf eine Vielzahl von Aquarellen mit Darßlandschaften.

## Werke (Auswahl)
- Wiesen am Waldrand (Tafelbild, Öl)[5]

- Winterlandschaft (Tafelbild, Öl)[6]

- Herbststimmung (Tafelbild, Öl)[7]

- Darßwald (Aquarell)[8]

## Ausstellungen
- 1940: Berlin, Haus des Vereins Berliner Künstler („Gastausstellung des Vereins der Künstlerinnen zu Berlin“)
- 1941: Düsseldorf, Kunsthalle („Die deutsche Malerin und Bildhauerin“)
- 1945: Schwerin, Landesmuseum („Jahresschau 1945 der Kunstschaffenden aus Mecklenburg-Vorpommern“)[9]